# Fairfield (Caroline du Nord)
Pour les articles homonymes, voir Fairfield.
Fairfield est une census-designated place située dans le comté de Hyde, dans l’État de Caroline du Nord, aux États-Unis. Lors du recensement de 2020, elle comptait 231 habitants.